# Lasiochilus pallidulus
Lasiochilus pallidulus är en insektsart som beskrevs av Reuter 1871. Lasiochilus pallidulus ingår i släktet Lasiochilus och familjen näbbskinnbaggar. Inga underarter finns listade i Catalogue of Life.